# Qingshuifloden
Qingshuifloden eller Qingshui He (清水河; Qīngshuǐhé) är ett vattendrag i Gansu i Kina. Qingshuifloden rinner upp öster om Zhuanglangs centralort och rinner mot sydväst tills den förernas med Hulufloden.
Vid Qingshuiflodens södra strand finns den primära utgrävningsplatsen för den förhistoriska neolitiska Dadiwankulturen.